# Ahtopol
Ahtopol (en Búlgaro Ахтопол y en griego Αγαθόπολις) es una ciudad en el Sureste de Bulgaria, bañada por el mar Negro. Pertenece al óblast Burgas y se halla no muy lejos de la frontera con Turquía.

## Población
- 1.107 habitantes.

## Geografía
- Altitud: 1 metro.
- Latitud: 42º 06' N
- Longitud: 027º 57' E

## Historia
La ciudad fue un antiguo asentamiento tracio, probablemente ocupado en el siglo VI a. C. Probablemente fue colonizado por los griegos alrededor del año 430 a. C. Los antiguos romanos la llamaron Peronticus, mientras que el líder bizantino Agathon reconstruyó la ciudad después de las invasiones bárbaras y, posiblemente, le dio su propio nombre, Agathopolis. Según otras fuentes, fue llamado así ya en el año 323 a. C. 
Durante la Edad Media cambió frecuentemente de manos entre el Imperio bizantino y el Imperio búlgaro. Fuentes medievales mencionan a Ahtopol como un puerto comercial muy animado en donde atracaban muchos barcos bizantinos, italianos y de otros países. Con la invasión de las tropas otomanas a finales del siglo XIV, la ciudad fue llamada Ahtenbolu. La ciudad cayó finalmente bajo el dominio otomano en una fecha tan tardía como 1453.
Un registro de impuestos otomanos de 1498 lista 158 familias cristianas en Ahtopol, la mayoría con nombres griegos, y el resto, eslavos (Bulgaria). En 1898, Ahtopol era un pueblo de 410 casas, 300 griegas y 110 búlgaras. Durante el siglo XIX, todavía era un floreciente centro de pesca y comercio exterior, con muchos vecinos propietarios de sus propios barcos y comercio de bienes en todo el mar Negro y el Mediterráneo. La viticultura también estaba bien desarrollada.
Ahtopol ha sido incendiada y devastada varias veces por los piratas del mar (a menudo Lazes caucasianos). El incendio más reciente se produjo en 1918, quedando la ciudad casi totalmente destruida. Restos de la fortaleza de la ciudad (con hasta 8 m de altura y 3,5 m de ancho), el monasterio de San Yani del siglo XII y una fuente con un jinete tallado son los únicos rastros visibles de la antigüedad. Otro monumento importante es la Iglesia de la Ascensión de 1796. Ahtopol fue un centro kaza en el sanjak de Kırklareli de Edirne Vilayet entre 1878-1912 como "Ahtabolu" (Ahtopol es referida como Agathoupolis en la página de referencia).